# 이카드
이카드(E-card)는 엽서나 인사장과는 비슷하지만, 주된 차이점은 종이나 기타 전통적인 자재 대신 디지털 미디어를 사용하여 만든다는 점이다. 이카드는 다양한 인터넷 사이트의 출판사들을 통해 이용할 수 있으며, 여기에서 보통 전자우편을 통해 수신자에게 보낼 수 있다. 또, 전통적인 종이 카드에 비해 더 친환경적인 것으로 간주된다. 이카드 사업이 친환경적인 것으로 간주되는 이유는 최종 결과물에 종이를 쓰지 않으므로 탄소 발자국이 일반적으로 종이 카드 기업에 비해 더 낮기 때문이다.
이카드는 전통적인 인사장에 비해 훨씬 더 다재다능하게 만들어주는 디지털 콘텐츠이다. 이를테면 전통적인 인사장과 달리 이카드는 한 번에 또는 광범위적으로 보낸이에 의해 수많은 사람들에게 쉽게 송신할 수 있기 때문이다. 컴퓨터나 전자 기기에 저장하거나 텔레비전 수상기를 통해 볼 수도 있으므로 디지털 비디오 이카드가 부상하기 시작했다.
일반적으로 이카드를 보내는 사람은 출판사의 웹사이트에서 이용할 수 있는 온라인 카탈로그의 이카드를 선택하게 된다. 카드를 선택한 다음 보내는 이는 메시지, 사진, 동영상을 추가함으로써 어느 정도 개인화할 수 있다. 최종적으로 받는이의 이메일 주소를 지정하면 웹사이트는 보내는 이 대신 수신자에게 이메일 메시지를 전달한다.

## 역사
인사장과 비슷한 형태는 월드 와이드 웹 등장 초기에 채택되었다. 최초의 엽서 카드 The Electric Postcard는 1994년 말 MIT 미디어 랩의 유디트 도나트에 의해 개발되었다.

## 같이 보기
- 전자우편